# 邢珈宁
邢珈宁（2001年12月8日—），黑龙江哈尔滨人，中国男子花样滑冰运动员，2024年上海大奖赛冰舞铜牌得主、2024年全国锦标赛冰舞金牌得主、2025年亚洲冬季运动会冰舞银牌得主。